# Drenchia
Drenchia ist eine Gemeinde in der italienischen Region Friaul-Julisch Venetien mit 101 Einwohnern (Stand 31. Dezember 2023).
Drenchia grenzt an die Gemeinden Kanal ob Soči (Slowenien), Kobarid (Slowenien), Grimacco und Tolmin (Slowenien).

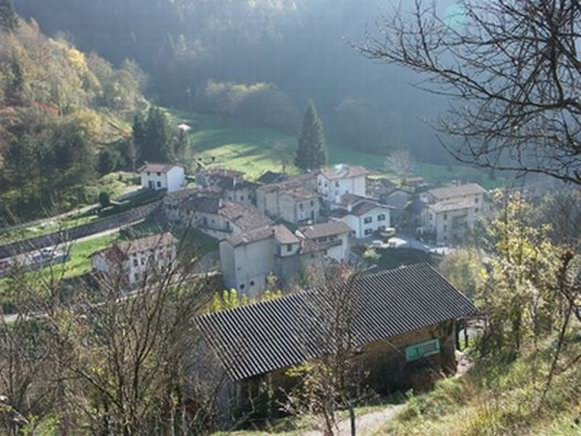
Frazione Peternel

## Einwohnerentwicklung
Drenchia zählt 111 Privathaushalte. Zwischen 1991 und 2001 fiel die Einwohnerzahl von 255 auf 197. Dies entspricht einer prozentualen Abnahme von 22,7 %.